# Seille (affluent de la Moselle)
Pour les articles homonymes, voir Seille.
Ne doit pas être confondu avec Seille (affluent de la Saône) ou Seille (affluent de l'Ouvèze).
La Seille est une rivière française du Grand Est, dans les deux départements de Meurthe-et-Moselle et de la Moselle, qui se jette dans la Moselle. C'est donc un sous-affluent du Rhin. On précise parfois Seille lorraine ou Grande Seille pour la distinguer de la Seille, un assez important affluent de la Saône.

## Géographie
On considère traditionnellement l'étang de Lindre comme point origine de la Seille, mais l'agence de l'Eau a choisi l'un de ses tributaires : le ruisseau de Boule qui prend sa source sur la commune de Maizières-lès-Vic.
Au sortir de l'étang de Lindre, elle longe Dieuze, traverse Vic-sur-Seille et Nomeny, puis conflue avec la Moselle en rive droite, à Metz. Sa longueur est de 137,7 km (138 selon l’agence de l'eau Rhin Meuse), son bassin versant a une surface de 1 348 km2 (1 288 selon l’agence de l'eau). La Seille effectue la majorité de son parcours en Moselle. Elle sert de limite départementale entre Chambrey et Aulnois-sur-Seille puis passe en Meurthe-et-Moselle. Elle retourne en Moselle vers Cheminot.
La Seille servait d'appui à la frontière franco-allemande entre 1871 et 1914 : les limites actuelles entre les départements de la Moselle et de Meurthe-et-Moselle sont héritées de cette frontière définie au traité de Francfort de 1871.

## Hydronymie
Le poète italien Venance Fortunat (vers 530-609), considéré comme saint, parle de la Seille lorraine en l'appelant Salia, « de sale nomen habens (ayant le nom de sel) ».

Le nom de la rivière est attesté sous les formes Salia (Ve siècle), Seylhe (893), Saille (1323), Sailhe (1552).

Salia en latin, dérivé du pré-celtique *sali, issu du gaulois sal « sel », en rapport avec le sel. Seille est issu de silia, qui certainement, doit son nom au sel.

La Seille traverse le Saulnois, « le pays du Sel », organisé à l’époque carolingienne autour de Château-Salins ( castrum Sallum en 1195) et de la Seille où s’étend une vaste plaine ondulée et imperméable comportant des affleurements de marnes salifères. On tire encore aujourd’hui du sel raffiné des salines de Dieuze et d’une dizaine d’autres localités du secteur. Le sel a son musée à Marsal.

### Toponymes
Les treize  villages suivants tirent leur nom de son hydronyme : Abaucourt-sur-Seille, Aboncourt-sur-Seille, Aulnois-sur-Seille, Bey-sur-Seille, Brin-sur-Seille, Coin-sur-Seille, Haraucourt-sur-Seille, Mailly-sur-Seille, Malaucourt-sur-Seille, Manoncourt-sur-Seille, Moncel-sur-Seille, Morville-sur-Seille, Port-sur-Seille et Vic-sur-Seille.

### Secteur amont

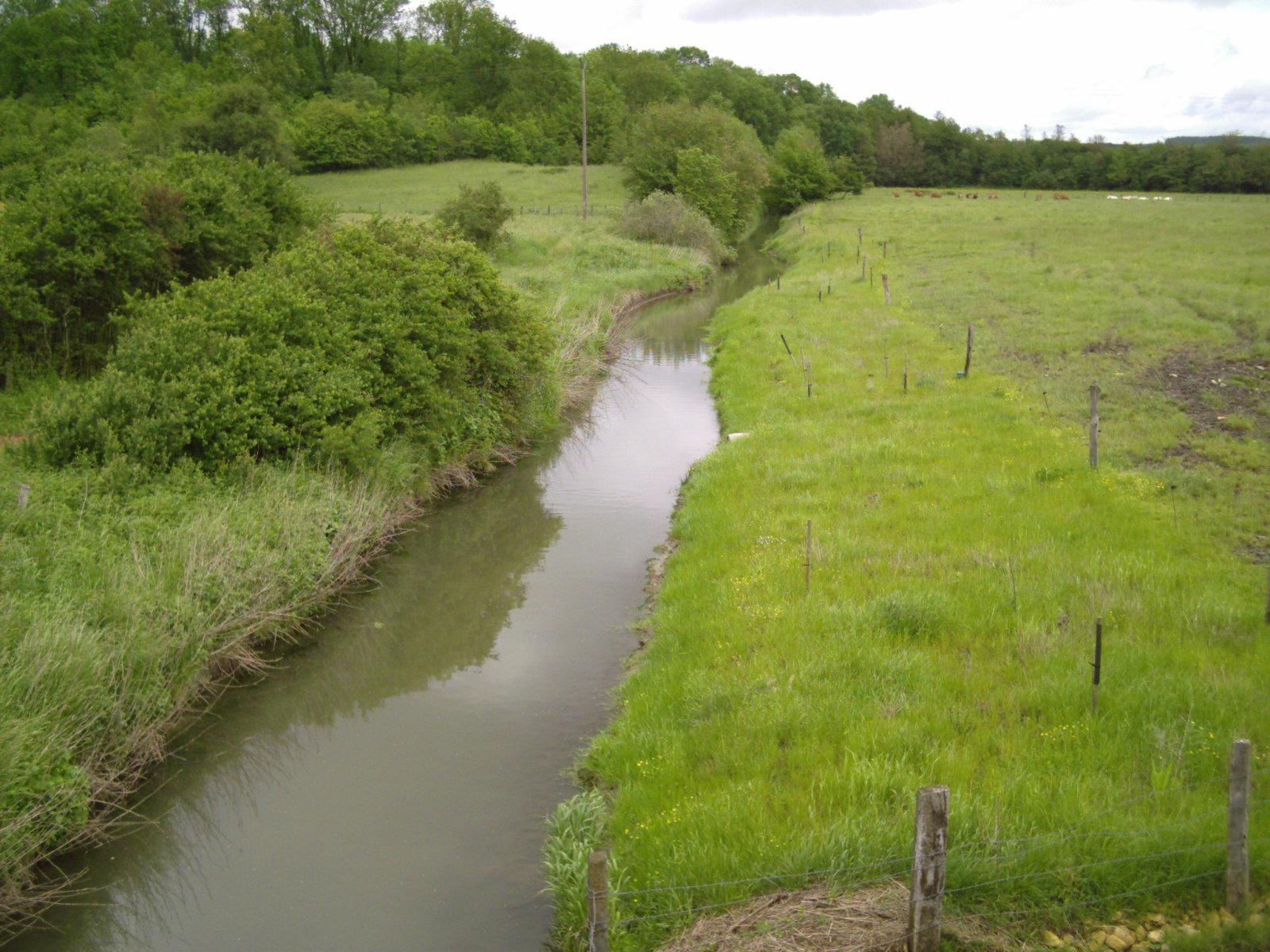
La Vieille Seille à Marsal. Ce bras secondaire était le lit principal avant les travaux de canalisation (XVIIIe -XIXe).

Née dans le pays des étangs, elle traverse ensuite le Saulnois. Ce secteur fait partie du parc naturel régional de Lorraine. La rivière s'y écoule dans une large vallée au terrain argilo-marneux. Depuis le Moyen Âge, elle a subi de lourds travaux de rectification pour tenter de la rendre navigable, pour drainer les marais avoisinants d’origine anthropique et pour limiter son bassin de crue.
Son cours rectiligne et l'absence d'arbre sur les rives affaiblissent son intérêt paysager et posent aujourd'hui des problèmes d'érosion des berges. La vallée est cependant intéressante sur le plan biologique car des résurgences salées ont favorisé l'apparition d'une flore habituellement rencontrée sur le littoral marin : salicorne, aster maritime, spergulaire…
Depuis 2004, des travaux sont en cours pour reboiser les berges et installer des épis destinés à oxygéner l'eau de la rivière en modifiant localement son écoulement.
La Seille y reçoit plusieurs affluents, les principaux sont :
- le Spin (14 km) et le Verbach (11,8 km) à Dieuze (rive droite) ;
- le ruisseau de Videlange (16,6 km) vers Mulcey (rive gauche) ;
- le Nard (15,8 km) entre Moyenvic et Marsal (rive gauche) ;
- la Petite Seille (25,5 km) à Salonnes (rive droite) ;
- la Loutre Noire (17,9 km) à Moncel-sur-Seille (rive gauche).

### Secteur aval

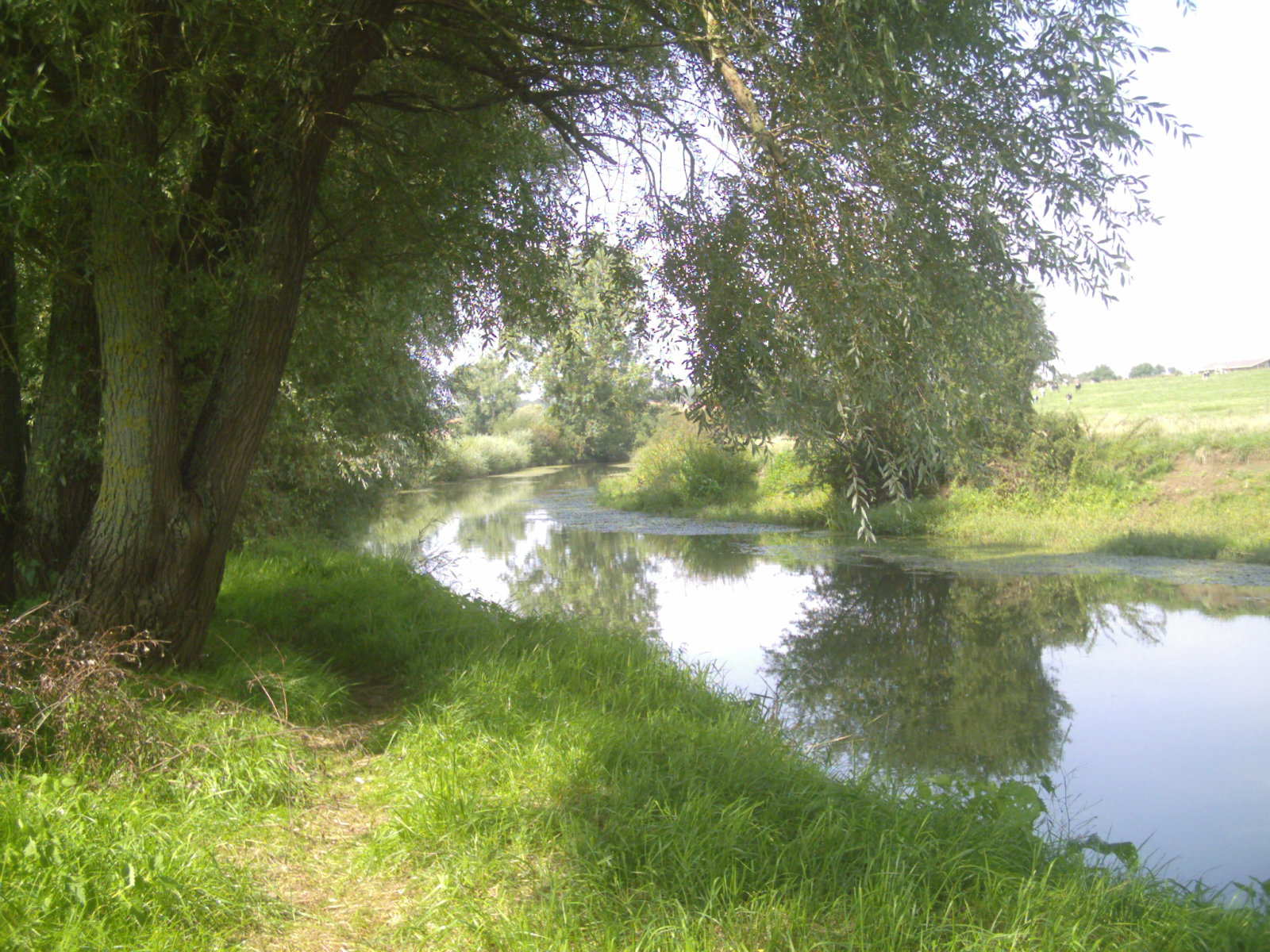
Sur la commune de Arraye-et-Han.

En aval, la Seille a su garder un caractère beaucoup plus sauvage. Elle a pu conserver un tracé sinueux, aux limites des côtes de Moselle.
Ce secteur recèle peu d'affluents :
- les Ossons (15,9 km) à Ajoncourt ;
- le ruisseau Saint-Jean (15,8 km) à Létricourt (rive droite) ;
- le ruisseau Saint-Pierre (12,8 km) ;
- le ruisseau de la Cheneau (4,3 km) à Metz (souterrain sur plus du tiers de son parcours).

À Metz, après la porte des Allemands, la Seille se jette en rive droite dans le bras-mort de la Moselle.

### Faune et flore
La Seille est classée en deuxième catégorie ; elle possède une très grande variété de poissons. La rivière souffre d'eutrophisation.

## Histoire
Les résurgences salées sont exploitées depuis le XIIIe siècle av. J.-C. au moins, selon l’archéologue Laurent Olivier, par réduction de l’eau salée dans de vastes cuves de terre cuite pour en extraire le sel. Située très à l’intérieur des terres, la haute Seille vend son sel dans une vaste aire continentale ; la production est importante, et entraîne un déboisement important. La région devient prospère et la société se hiérarchise, comme l’attestent les riches tombes celtiques de la région. Au début du VIe siècle av. J.-C., le sel est obtenu par chauffe dans de petits moules, qui remplacent les grandes cuves : le déboisement massif de la vallée a imposé ce changement de technique. La production, probablement de plusieurs milliers de tonnes par an, a pu atteindre les dizaines de milliers de tonnes annuelles au moment de la conquête romaine.

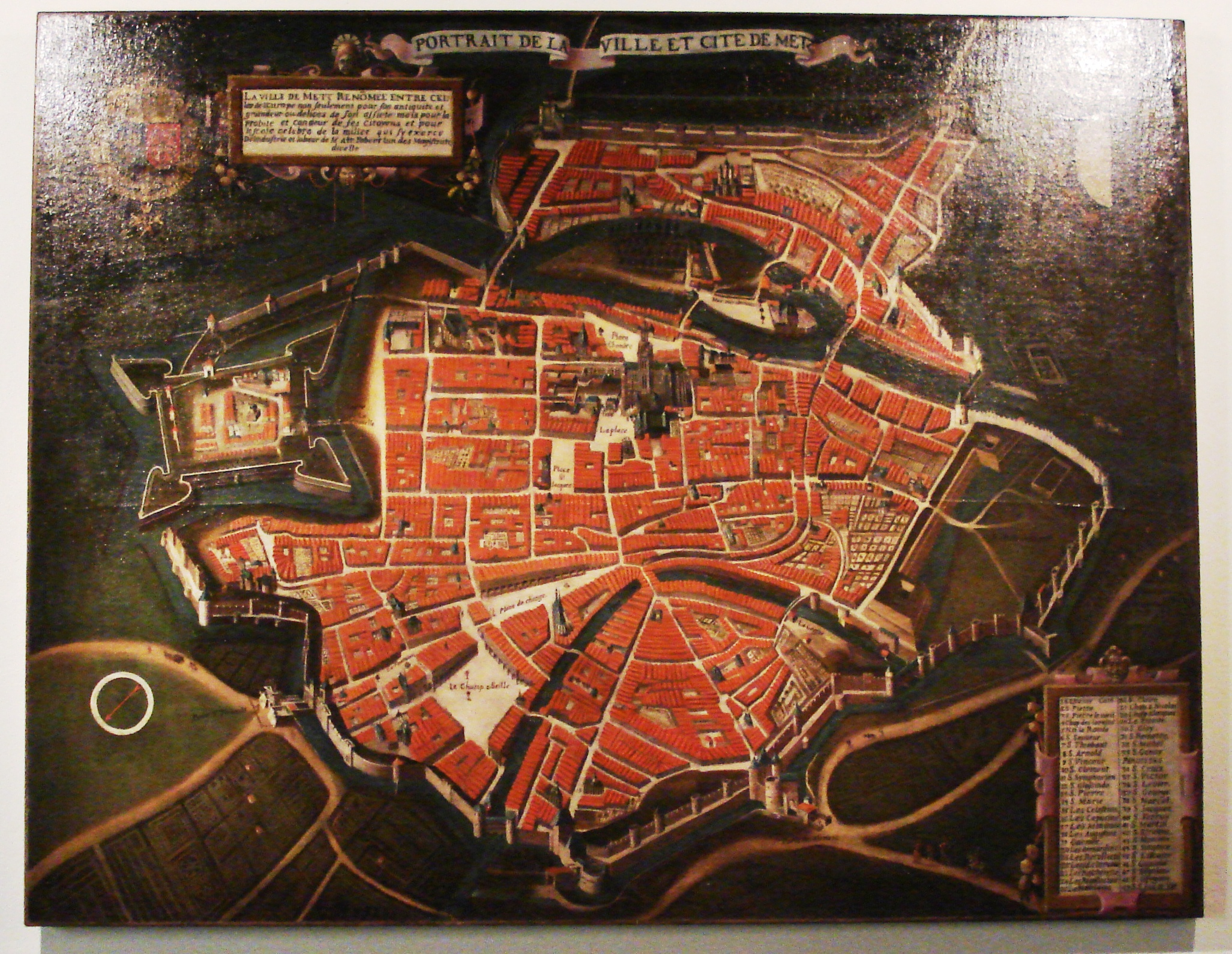
La Seille traversant la ville de Metz à la Renaissance.

Le confluent entre la Seille et la Moselle, est le berceau de la ville de Metz. Durant l’Antiquité, le lit de la rivière passait sur le tracé des rues Haute-Seille et des Tanneurs actuelles. Mais au début du Moyen Âge, à la suite du développement de la cité de Metz, visant à s’étendre tout en protégeant ses limites, on fit communiquer le lit de la Seille avec celui du ruisseau de la Cheneau, dans le but de compléter et d’assurer les fortifications de la ville, l’ïle d’Outre-Seille est née de cette opération. En effet, le lit actuel de la rivière entre la place Mazelle et le confluent de l'ancien bras de la rue des Tanneurs avec le principal (une centaine de mètres après le pont Victor-Demange) correspond à celui de ce ruisseau naissant à La Grange-aux-Bois et se jetant aujourd’hui dans la Seille de façon souterraine derrière l’hôpital Legouest, au nord-est de Plantières.
Depuis le Moyen Âge, la Seille a subi des travaux hydrauliques lourds, afin de la rendre potable. Ces douves comprenaient les avenues Foch et Joffre, et se jetaient dans le bras-mort de la Moselle en amont du plan d’eau de Longeville-lès-Metz, après la citadelle. En 1905 l’administration allemande de la ville fait combler le bras originel de la rivière pour cause d’insalubrité, en effet, les tanneurs lavant leurs peaux dans le bras, ceci favorisait les épidémies (telle celle de choléra en 1832), et également les douves dans le but de faire bâtir le quartier impérial de Metz derrière.
Cette exploitation intensive de la ressource a eu des conséquences écologiques à très long terme. Le déboisement a provoqué une érosion accrue, qui, ajoutée aux débris de briquetage (cuves, fours, et moules de terre cuite représentent un volume de 4 millions de mètres cubes), a comblé la vallée, sur une surface de 30 km2 et une épaisseur allant jusqu’à 12 m. Le lit de la Seille s’en est trouvé surélevé de 8 m, empêchant l’écoulement de la rivière, qui devient stagnante. La vallée devient marécageuse, ses habitants souffrent de goîtres et de maladies de la thyroïde, jusqu’à l’assèchement des marais à la fin du XIXe siècle.

## Hydrologie
La Seille est une rivière moyennement abondante comme la plupart des cours d'eau du plateau lorrain sans alimentation vosgienne.

### La Seille à Metz
Son débit a été observé sur une période de 44 ans (1964-2008), à Metz, chef-lieu du département de la Moselle située à son confluent avec la Moselle. Le bassin versant de la rivière à cet endroit est de 1 280 km2 soit plus ou moins sa totalité.
Le module de la rivière à Metz est de 9,81 m3/s.
La Seille présente des fluctuations saisonnières de débit bien marquées, comme presque toujours en Lorraine et dans l'est de la France, avec des hautes eaux d'hiver portant le débit mensuel moyen à un niveau situé entre 16,4 et 20,20 m3/s, de décembre à mars inclus (avec un maximum peu marqué en février), et des basses eaux d'été, de juillet à début octobre, avec une baisse du débit moyen mensuel jusqu'à 2,79 m3/s au mois d'août. Mais les fluctuations sont bien plus amples sur de plus courtes périodes.

### Étiage ou basses eaux
À l'étiage, le VCN3 peut chuter jusqu’à 0,77 m3/s, en cas de période quinquennale sèche, ce qui est tout à fait normal sur le plateau lorrain.

### Crues
Les crues peuvent être importantes comme presque partout dans l'est de la France, et particulièrement en Lorraine, mais sans atteindre le niveau des crues des cours d'eau alimentés par les rebords montueux et fort arrosés du plateau lorrain. Ainsi le débit instantané maximal enregistré a été de 174 m3/s le 26 février 1997, tandis que la valeur journalière maximale était de 164 m3/s le même jour. Ces chiffres sont moitié moindres que ceux du Madon par exemple. Les QIX 2 et QIX 5 valent respectivement 77 et 110 m3/s. Le QIX 10 est de 130 m3/s, le QIX 20 de 150 m3/s et le QIX 50 de 180 m3/s. D'où il ressort que les crues de février 1997 étaient un peu moindres que les crues cinquantennales calculées par le QIX 50.

### Lame d'eau et débit spécifique
La Seille est une rivière moyennement abondante. La lame d'eau écoulée dans son bassin versant est de 242 millimètres annuellement, ce qui est modéré, inférieur à la moyenne d'ensemble de la France, et surtout inférieur à la moyenne de la totalité du bassin français de la Moselle (445 millimètres à Hauconcourt, en aval de Metz). Le débit spécifique de la rivière (ou Qsp) atteint le chiffre de 7,6 litres par seconde et par kilomètre carré de bassin.